# James B. McCreary

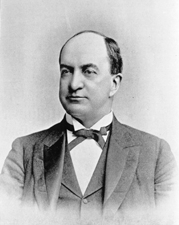
James B. McCreary

James Bennett McCreary, född 8 juli 1838 i Richmond, Kentucky, död 8 oktober 1918 i Richmond, Kentucky, var en amerikansk demokratisk politiker. Han var guvernör i delstaten Kentucky 1875–1879 och 1911–1915. Han representerade Kentucky i båda kamrarna av USA:s kongress, först i representanthuset 1885–1897 och sedan i senaten 1903–1909.
McCreary utexaminerades 1857 från Centre College. Han avlade 1859 juristexamen vid Cumberland School of Law och inledde därefter sin karriär som advokat i Richmond. Han deltog i amerikanska inbördeskriget i Amerikas konfedererade staters armé och befordrades till överstelöjtnant.
McCreary efterträdde 1875 Preston Leslie som guvernör. Han efterträddes 1879 av Luke P. Blackburn. McCreary blev invald i representanthuset i kongressvalet 1884. Han omvaldes fem gånger. Han efterträddes 1897 som kongressledamot av George M. Davison.
McCreary efterträdde 1903 William Joseph Deboe som senator för Kentucky. Han efterträddes sex år senare av William O'Connell Bradley. McCreary besegrade republikanen Edward C. O'Rear i guvernörsvalet 1911 och efterträdde Augustus E. Willson som guvernör. Han efterträddes 1915 av Augustus O. Stanley.
McCreary var presbyterian. Han gravsattes på Richmond Cemetery i Richmond. McCreary County har fått sitt namn efter James B. McCreary.